# Сан Хозе (Калифорнија)
Сан Хозе (енгл. San Jose, California) град је у америчкој савезној држави Калифорнија. По попису становништва из 2020. у њему је живело 1.013.240 становника. Трећи град по је величини у Калифорнији и десети по величини у САД. Град је основан 29. новембра 1777. године. као Ел Пуебло де Сан Хозе де Гвадалупе, први цивилни град у шпанској колонији Нова Калифорнија. Град је служио као пољопривредна заједница за подршку шпанској војсци која се налазила у Сан Франциску и Монтереју. Кад се Калифорнија придружила савезу Сједињених Америчких Држава, односно добила државност 1850. године, Сан Хозе је постављен као први главни град.
Након више од 150 година служења као мала пољопривредна заједница средином 20. века, град је садржавао неке од последњих делова неизграђеног земљишта близу залива Сан Франциско. Повратком ветерана из Другог светског рата, становништво је почело са наглим растом. Ширење се наставило током 1950-их и 1960-их кроз припајање земље. Брз раст технолошких и електронских индустрија у околини је помогао да се изврши прелаз са града фокусираног на пољопривредну индустрију у урбанизовано метрополитанско подручје.
Већ током 1990-их, сама локација Сан Хозеа у просперитетној локалној технолошкој индустрији му је дала надимак "Главни град Силицијумске долине". Сан Хозе се данас сматра глобалним градом, познатим по свом обиљу и високим трошковима живота.

## Географија
Сан Хозе се налази у долини Санта Кларе, у јужном делу области залива Сан Франциска у северној Калифорнији. Најсевернији део Сан Хозеа додирује залив Сан Франциска код Алвиса, иако се већи део града налази даље од обале залива. Према подацима Бироа за попис становништва Сједињених Држава, град има укупну површину од 466 км2, што га чини четвртим највећим градом у Калифорнији по површини.
Сан Хозе се налази између раседа Сан Андреас, извора земљотреса 1989., и раседа Калаверас. Сан Хозе потресају умерени земљотреси у просеку једном или два пута годишње. Ови земљотреси настају источно од града, на пузећем делу раседа Калаверас, који је главни извор земљотресне активности у северној Калифорнији. 14. априла 1984. године, у 13:15 по локалном времену, земљотрес јачине 6,2 степена Рихтерове скале погодио је расед Калаверас близу планине Хамилтон у Сан Хозеу. Најозбиљнији земљотрес 1906., оштетио је многе зграде у Сан Хозеу, као што је раније описано. Ранији значајни земљотреси потресли су град 1839., 185.1, 1858., 1864., 1865., 1868. и 1891. Земљотрес у Дејли Ситију 1957. изазвао је извесну штету. Земљотрес 1989. такође је нанео извесну штету деловима града.

## Демографија
Према попису становништва из 2010. у граду је живело 945.942 становника, што је 50.999 (5,7%) становника више него 2000. године.
|                   | 2010.            | 2000.            |
| Укупно            | 945 942 (100,0%) | 894 943 (100,0%) |
| Хиспаноамериканци | 313 636 (33,16%) | 269 989 (30,17%) |
| Азијати           | 303 138 (32,05%) | 240 375 (26,86%) |
| Белци             | 271 382 (28,69%) | 322 534 (36,04%) |
| Афроамериканци    | 30 242 (3,197%)  | 31 349 (3,503%)  |
| Остали            | 27 544 (2,912%)  | 30 696 (3,430%)  |

## Образовање

### Колеџи и универзитети
У Сан Хозе се налази неколико колеџа и универзитета. Највећи међу њима је Државни универзитет Сан Хозеа, који је основала Скупштина Калифорније 1982. године, која је тада била позната као "California State Normal School".

## Партнерски градови
- Пуна
- Даблин
- Тајнан
- Сан Хосе
- Окајама
- Веракруз
- Јекатеринбург
- Гвадалахара
- Оеирас